# كولين هوك
كولين هوك (بالإنجليزية: Colleen Houck)‏ (3 أكتوبر 1969)؛ كاتِبة وروائية أمريكية.